# Potaschberg
Potaschberg (en luxembourgeois : Potaschbierg ) est un lieu-dit de la commune luxembourgeoise de Grevenmacher situé dans le canton de Grevenmacher.